# Modliszewscy herbu Łabędź

Herb Łabędź

Duninowie-Modliszewscy – polski ród szlachecki.
Andrzej z rodu Łabędziów, zwany Duninem, właściciel Woli Wrzeszczowskiej i Krajowa, podkomorzy kujawski, brat podkanclerzego królewskiego Dominika Dunina ze Skrzyńska, nabył w 1430 roku dobra zwane Modliszewicami.
Od tego momentu powstała nowa gałąź rodu Duninów. Najwybitniejszy Dunin-Modliszewski to Hieronim – starosta łomżyński, koleński, podkomorzy płocki, kasztelan małogoski – jedyny w rodzie senator.
Do znanych Duninów-Modliszewskich możemy jeszcze zaliczyć potomstwo Hieronima: Jana Dunina-Modliszewskiego kuchmistrza królewskiego, starostę gostyńskiego i łosickiego; Andrzeja Dunina-Modliszewskiego dworzanina królewskiego, starostę łomżyńskiego i zambrowskiego; Urszulę Dunin-Modliszewską żonę Stanisława Ruszkowskiego chorążego kaliskiego, miecznika sieradzkiego, rotmistrza koronnego, burgrabiego kolskiego, starostę iberpolskiego oraz uczestnika wypraw na Moskwę.